# 브라우닝 버전 (1994년 영화)
《브라우닝 버전》(영어: The Browning Version)은 영국에서 제작된 마이크 피기스 감독의 1994년 드라마 영화이다. 테런스 래티건이 1948년에 발표한 동명 희곡이 원작이다. 앨버트 피니 등이 출연하였고, 리들리 스콧 등이 제작에 참여하였다.
1994년 제47회 칸 영화제 황금종려상 경쟁작이다.

## 줄거리
영국 사립 학교 고전 그리스어·라틴어 교사 앤드루는 엄격한 태도로 일관해 학교 직원들이나 학생들 사이에서 인기가 없다. 앤드루는 20여 년 복무 끝에 퇴직을 앞두고 있지만 연금 수급 여부가 불투명하며 그가 등한시해 온 아내는 젊은 과학 교사와 바람을 피우고 있다. 그러나 마지막 날이 차차 다가오는 가운데 한 학생과의 교류를 통해 앤드루 안에서 조금씩 변화가 시작된다.

## 출연진
- 앨버트 피니
- 그레타 스카키
- 매슈 모딘
- 줄리언 샌즈
- 마이클 갬본
- 벤 실버스톤
- 짐 스터지스
- 메리엄 다보

## 기타 제작진
- 공동 제작: 가스 토머스
- 협력 제작: 올리비아 스튜어트
- 배역: 수지 피기스
- 미술: 존 비어드
- 의상: 포티니 디마우